# Parablennius cornutus
Parablennius cornutus — вид риб з родини Собачкові (Blenniidae), що поширений в південно-східній Атлантиці від півночі Намібії до Содвана-Бей, Південної Африки. Морська демерсальна субтропічна риба, що сягає 15.0 см довжиною.